# Евхаристическое общение
Евхаристическое общение (Полное сопричастие, Литургическое общение) — возможность совместного участия в евхаристии (литургии). В разных христианских доктринах этот термин употребляется в разных значениях. Близким по значению является термин интеркоммунион — возможность совместного причастия представителей различных конфессий.

## Православие
Согласно Библии, Иисус Христос основал только одну Церковь:

Я создам Церковь Мою, и врата ада не одолеют Её
— Мф. 16:18
Некоторые места в Библии, согласно православным богословам, указывают, что Церковь изначально имела разветвлённое иерархическое устройство:

И Он поставил одних Апостолами, других пророками, иных Евангелистами, иных пастырями и учителями, к совершению святых, на дело служения, для созидания Тела Христова, доколе все придём в единство веры
— Еф. 4:11-13
Вершиной христианского богослужения и главным связующим звеном является евхаристия. Кто не участвует в «общей Чаше», тот — «внешний», даже если называет себя христианином. Быть членом Церкви значит принимать участие в евхаристии. Церковь и есть «продолжающаяся, непрерывная евхаристическая койнония (общение)».
Уже в апостольские времена среди христиан возникло множество жёстких разномыслий (ересей), нарушений правил (расколов) и отлучённых за какие-либо грехи от причащения, всё это вызвало необходимость определения «границ церкви». Ко времени Вселенских соборов возвысились, помимо Иерусалима, и другие центры церковной жизни: Рим, Константинополь, Александрия, Антиохия, Иверия, Армения, Эфиопия, и др. В связи с этим Евхаристическое общение стало обозначать взаимное признание истинности одной Поместной церковью другой.
В православной экклезиологии евхаристическое общение между автокефальными православными церквями показывает их принадлежность к единой Вселенской православной церкви. Поскольку автокефальные церкви (а также автономные и с другими типами самоуправления) являются административно, экономически, юридически независимыми, то единственным явным признаком единства православных церквей является наличие евхаристического общения между ними. То же касается единства между епархиями и, на ещё более низком уровне, между приходами. Евхаристическое общение также свидетельствует о реальных пределах Православной церкви как единого сообщества, достаточно чётко отделяя от церкви общины и организации, находящиеся вне её.
В светских источниках термином «евхаристическое общение» часто обозначают «признание» одной церковью другой. Но, в данном случае, имеет место не евхаристическое, но «каноническое общение», взаимное признание священных иерархий. Одна церковь может не признавать другую (её организацию, иерархию или иное) и при этом находиться с ней в евхаристическом общении, признавая её как часть Вселенской церкви. Например, Константинопольский патриархат не признает автокефальную Православную церковь в Америке (собственно, не признает её автокефалии), но при этом находится с ней в евхаристическом общении.
Православные церкви вне общения со Вселенским православием, с точки зрения Вселенского православия считаются расколами, находящимися за пределами Православной церкви. Подобные организации часто образуют параллельные Вселенскому православию объединения, обычно объединяются в группы, имеющие евхаристическое общение между собой, признают друг друга или более или менее тесно сотрудничают. Таковы, например, Македонская православная церковь до 2022 года и старообрядческие юрисдикции.
Православная церковь не признаёт каких-либо промежуточных форм евхаристического общения с другими сообществами: оно либо есть, либо нет.

## Католицизм
Римско-католическая церковь различает полное и частичное евхаристическое общение. В полном евхаристическом общении Римско-католическая церковь находится с восточными католическими церквями.
Что касается остальных христианских церквей, включая православные, то с ними Римско-католическая церковь находится в частичном евхаристическом общении. В Катехизисе католической церкви сказано: «С теми, кто крещен и носит прекрасное имя христиан, но не исповедует веру в её целости или не хранит единства общения с преемником Петра, Церковь осознает себя связанной по многим причинам». «Те, кто верует во Христа и принял действительное крещение, находятся в некоем, хотя и неполном, общении с Католической Церковью». С Православными Церквами это общение так глубоко, «что малого недостает, чтобы оно достигло полноты, которая позволит совместное совершение Евхаристии Господней».
В то же время, православные особо выделяются католической церковью. Декретом об экуменизме 
Ватиканского II Собора православные приглашаются к принятию причастия: «Поскольку же эти Церкви, хотя и отделенные от нас, обладают истинными таинствами, особенно же — в силу Апостольского преемства — Священством и Евхаристией, посредством которых они и поныне теснейшим образом с нами связаны, известное общение в таинствах, при подходящих обстоятельствах и с одобрения церковной власти, не только возможно, но даже желательно».